# Gmina Jagodnjak
Gmina Jagodnjak (chorw. Općina Jagodnjak) – gmina w Chorwacji, w żupanii osijecko-barańskiej.

## Miejscowości i liczba mieszkańców (2011)
- Bolman - 520
- Jagodnjak - 1299
- Majške Međe - 82
- Novi Bolman - 122